# Guerra de Successió al Principat de Catalunya
La Guerra de Successió al Principat de Catalunya és el relat dels fets al Principat de Catalunya durant la Guerra de Successió Espanyola, en la qual Catalunya, com la resta d'estats de la Corona d'Aragó, es va decantar a favor de l'Arxiduc Carles, qui va ser reconegut a Barcelona el 1705 com a rei de la Monarquia Hispànica amb el títol de Carles III, i allí va situar la seva cort. La fidelitat de Catalunya a la causa austriacista la convertirà en l'últim reducte —juntament amb el regne de Mallorca— de la resistència a l'avanç de Felip V, fins i tot després que s'haguessin signat els tractats d'Utrecht-Rastatt (1713-1714) que van posar fi a la guerra a Europa. Després de la capitulació de Barcelona el 12 de setembre de 1714 el rei va promulgar el Decret de Nova Planta que va obrir una nova etapa en la història de Catalunya.

## Felip V a Catalunya: les Corts de Barcelona de 1701-1702 i l'inici de la guerra

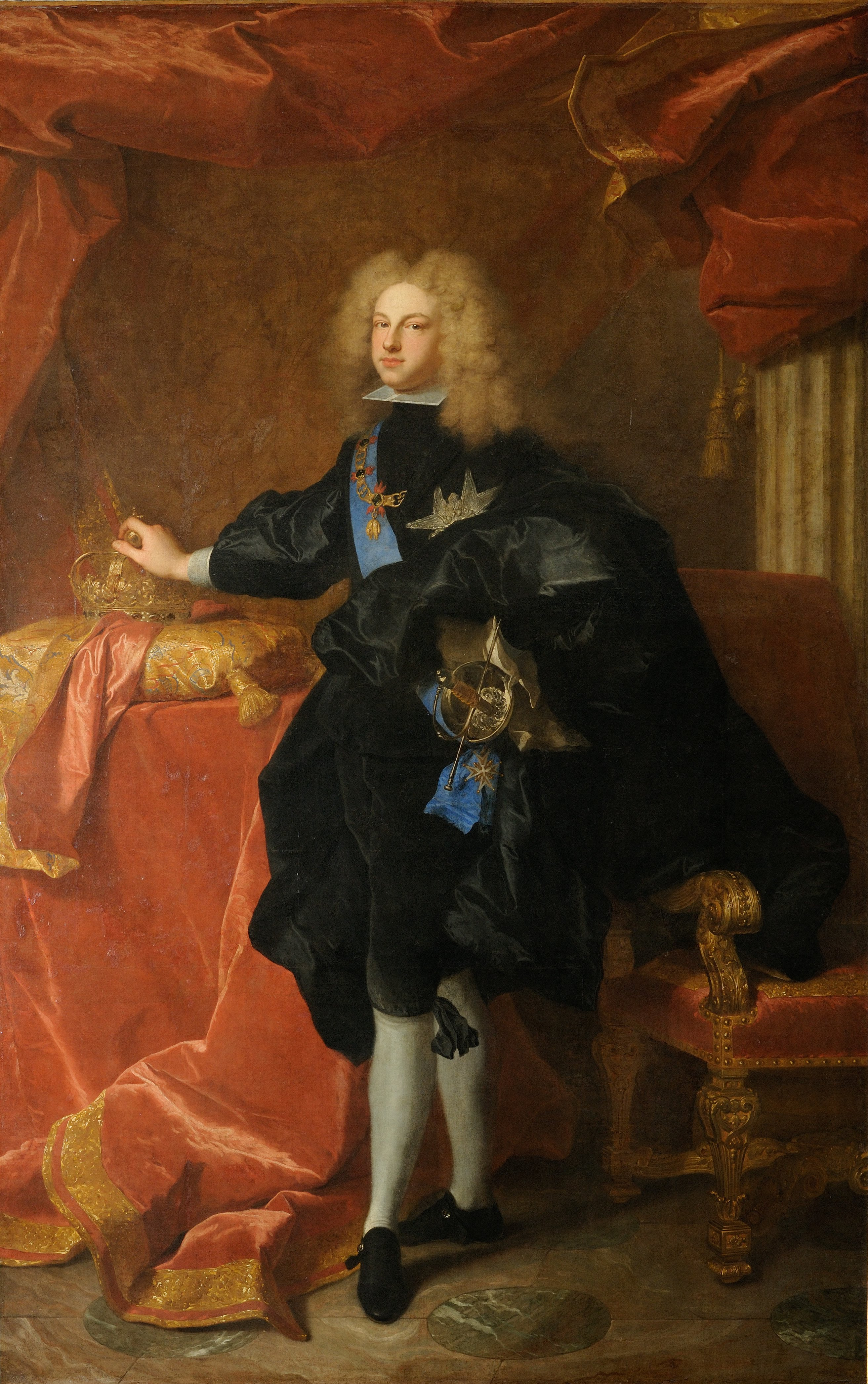
Felip de Borbó, duc d'Anjou, el 1701

En el seu testament Carles II va nomenar Felip de Borbó, duc d'Anjou i net del rei de França Lluís XIV, com el seu successor. El gener de 1701, un mes abans d'arribar a Madrid per ocupar el tron, Felip va anunciar la celebració de Corts a Catalunya, que aniria acompanyada de la jura de les Constitucions catalanes per ser reconegut com a Comte de Barcelona, el títol del sobirà del Principat de Catalunya. Sembla que va ser el seu avi el rei de França, Lluís XIV, qui li va aconsellar que ho fes per «fer veure a aquells pobles de naturalesa inquieta i gelosos dels seus privilegis que no tenia intenció de suprimir-los».
Només arribar a Barcelona, Felip va jurar les Constitucions catalanes el 4 d'octubre de 1701 i pocs dies després va obrir les sessions de les Corts catalanes. Durant les mateixes els diputats i les institucions catalanes van defensar el pactisme i el constitucionalisme que caracteritzaven les relacions entre el rei i els seus vassalls al Principat, afirmant que «a Catalunya qui fa les lleis és el rei amb la cort» i que «en les Corts es disposen justíssimes lleis amb les quals s'assegura la justícia dels reis i l'obediència dels vassalls».

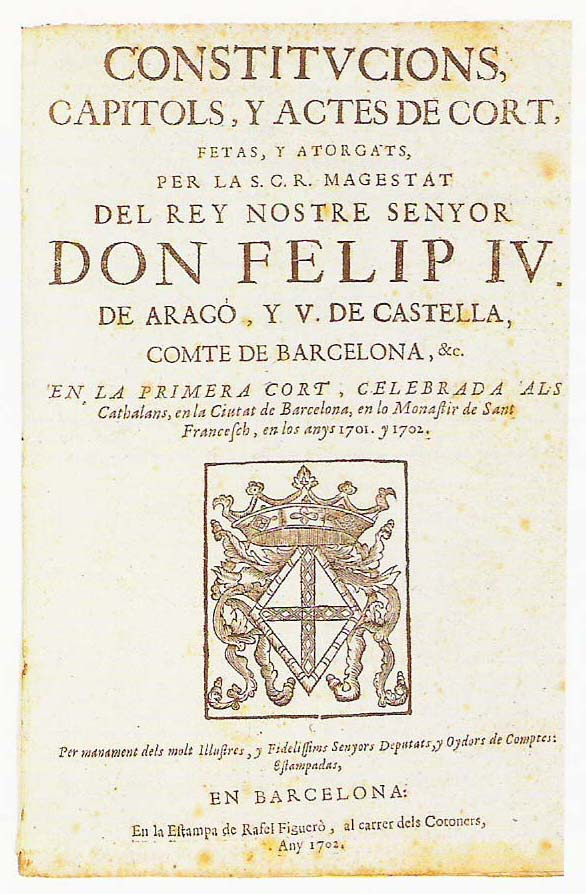
Constitucions, Capítols de Cort i Actes de Cort aprovats per les Corts catalanes de 1701-1702.

Les Corts es van clausurar a principis de gener de 1702, amb l'aprovació prèvia d'un donatiu al rei d'un milió i mig de lliures —que al virrei comte de Palma li va semblar massa reduït. El rei va fer importants concessions (la creació del Tribunal de Contrafaccions; l'enviament a Amèrica de dos vaixells a l'any sense passar pel monopoli castellà; la lliure exportació de vi, aiguardent i productes agrícoles als ports peninsulars sense recàrrec; l'establiment d'aranzels per als vins, els aiguardents i els teixits estrangers) i, segons Joaquim Albareda, "el pactisme va sortir clarament enfortit" encara que el monarca no va cedir en els dos temes més importants: ni en la qüestió dels allotjaments ni en el del control de la insaculació dels membres de la Diputació del General de Catalunya i del Consell de Cent. Un destacat austriacista com Feliu de la Penya va reconèixer que les Constitucions i capítols de Cort aprovats eren «les més favorables que havia aconseguit la Província», la qual cosa va ser molt criticat per un filipista castellà: «tot va ser confirmar privilegis i afegir uns altres que encoratjaven a la insolència perquè els catalans creuen que tot va ben governat gaudint ells de molts furs», oferint a canvi un «regular donatiu, no gaire llarg».
Mentre se celebraven les Corts va començar la Guerra de Successió Espanyola pel que després de la seva clausura, Felip V (IV d'Aragó) va embarcar a Barcelona el 8 d'abril de 1702 cap al Regne de Nàpols.

## El triomf de l'austriacisme a Catalunya (1702-1705)

### El naixement del "partit austriacista"
Després de la marxa de Felip V es van produir els primers conflictes entre les institucions catalanes i els oficials reials encapçalats pel virrei. El que va tenir major ressonància va ser el que es va produir a l'octubre de 1702 amb motiu de l'ordre d'expulsió del comerciant i ciutadà honrat Arnold de Jager, juntament amb la seva família, per ser d'origen holandès (Holanda formava part de la Gran Aliança antiborbònica) encara que residia a Barcelona des de 1661, la qual cosa va ser respost per la Conferència dels Tres Comuns amb la petició de la reunió del recentment creat Tribunal de Contrafaccions perquè considerava que l'ordre violava les Constitucions de Catalunya. Finalment el rei des d'Itàlia va revocar el desterrament, malgrat que el Consell d'Estat s'hi va oposar perquè «no quedarà V. Magt. obeït en res».
Aquest conflicte va coincidir amb el creixement dels suports al "partit austriacista" i del sentiment antifrancès -el cònsol va protestar perquè els francesos eren insultats amb crits com «oin, oin, gabatxo porc» i apedregats als carrers-. Un general francès va afirmar que la majoria de la gent, especialment a Barcelona, era contrària a Felip V i els «reialistes» eren assenyalats amb el dit i la gent defugia la seva companyia. El mateix Lluís XIV es va queixar que no hi havia «ordre ni govern a Catalunya» -«s'ha arribat a tal extrem que a Barcelona es parla públicament a favor de l'emperador»- i ho va atribuir a «les lleis obtingudes en les últimes Corts», gràcies a les quals «la gent d'aquesta província és cada vegada més insolent... i no reconeixen l'autoritat reial». Aquest ambient cada vegada més hostil a Felip V també es va deure a la repressió exercida pel nou virrei de Catalunya Velasco contra les persones sospitoses de ser favorables a la causa de l'Arxiduc Carles.
Com que Barcelona estava estretament vigilada pels oficials del virrei, el primer nucli actiu austriacista va sorgir a l'interior de Catalunya, a la Plana de Vic -d'aquí el nom que van rebre els seus membres de vigatans, sobrenom que després s'estendria al conjunt dels partidaris de l'Arxiduc Carles-. Els vigatans van preparar l'ambient per fer un moviment armat, perseguint als filipistes acusant-los de botiflers o gabatxos, i arribant fins i tot a retirar el retrat de Felip V de la "casa de la vila" de Vic.

### El fracassat desembarcament austriacista de 1704

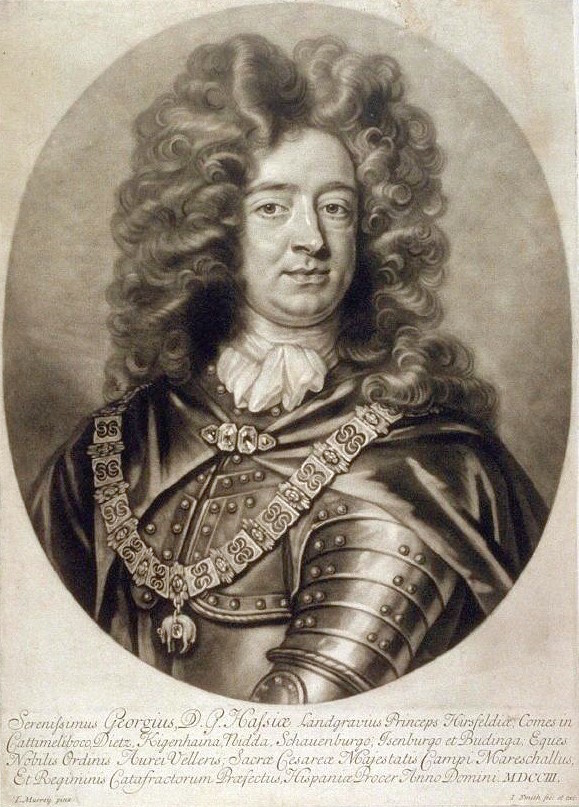
El príncep Jordi de Hessen-Darmstadt. Felip V el va destituir com virrei de Catalunya per la seva vinculació amb la Casa d'Àustria -que no l'havia reconegut com a rei- i a l'abril de 1701 el va expulsar dels seus dominis. Durant els tres anys en què havia exercit el càrrec de virrei de Catalunya, el príncep Jordi de Hessen-Darmstadt havia aconseguit una gran popularitat gràcies al suport que havia donat a les reivindicacions de les institucions catalanes, com la de recuperar el control de la insaculació per a la designació dels membres de la Diputació del General i del Consell de Cent, dos dels Tres Comuns de Catalunya, o intentar resoldre el controvertit tema dels allotjaments de tropes en el Principat de Catalunya. També li havia aconseguit molts suports la reclamació de més mitjans per defensar Catalunya dels atacs francesos i la decisió d'augmentar els aranzels dels teixits de llana i de seda francesos per protegir la manufactura catalana. Va arribar a assistir fins i tot a una de les reunions de l'«Acadèmia dels Desconfiats» que agrupava als membres de l'elit catalana més ferms partidaris de la Casa d'Àustria, en un moment en què a la cort de Madrid es dilucidava qui seria el successor de Carles II.

El príncep Jordi de Hessen-Darmstadt, antic virrei de Catalunya durant el mandat del qual s'havia guanyat la simpatia de les institucions i de les elits catalanes, després de la seva destitució per Felip V s'havia convertit en un dels principals valedors de la causa austriacista, per la qual cosa va acompanyar a l'arxiduc Carles a Lisboa al març de 1704 i allí va ser nomenat vicari de la Corona d'Aragó, sent destinat juntament amb l'almirall George Rooke a bord de la flota angloholandesa del Mediterrani. En aquell moment Darmstadt mantenia contactes amb el "partit austriacista" de Catalunya que anava guanyant cada vegada més adeptes.
El 27 de maig de 1704 l'esquadra de 30 vaixells anglesos i 18 holandesos, comandats per l'almirall George Rooke i amb Jordi de Hessen-Darmstadt al capdavant, es va presentar davant Barcelona a l'espera que es produís l'alçament austriacista de la ciutat. Tanmateix, els implicats en la revolta van fallar i tampoc les institucions catalanes van actuar, malgrat les seves simpaties per la causa de l'Arxiduc, adoptant en canvi una actitud temorosa i servil davant el virrei.
"Fart d'esperar una resposta i molest per l'ambigüitat de les institucions catalanes [que es debatien entre una admiració inqüestionable cap a Darmstadt i la fidelitat deguda a Felip V, i més quan l'amenaça de repressió per part del virrei Velasco era incontrovertible], Darmstadt va bombardejar la ciutat, desconcertant als seus partidaris". També va ordenar que desembarqués un contingent de 2.600 soldats a la desembocadura del riu Besòs, però això tampoc va aconseguir dissipar els temors dels austriacistes i l'alçament de la ciutat mai es va produir, per la qual cosa els soldats van reembarcar i la flota aliada va abandonar les aigües de Barcelona.

### L'escalada repressiva del virrei filipista Velasco
El virrei Velasco va deduir d'uns documents oposats a l'austriacista Josep Duran -que havia estat un dels enllaços del príncep de Darmstadt- que era la Conferència dels Tres Comuns, presidida pel dean i canonge de Tarragona Bonaventura de Lanuça, «l'oficina on es va formar la conspiració antecedent» i assenyalava al braç militar de Catalunya com «la part més poderosa i dominant» d'aquella. Va procedir llavors a empresonar a molts sospitosos, la majoria d'ells membres de la Conferència dels Tres Comuns, entre els quals es trobaven un dels líders de l'austriacisme català, Narcís Feliu de la Penya, el cap dels vigatans Jaume Puig de Perafita i membres de les principals famílies de la noblesa catalana, la qual cosa va fer que molts indecisos es decantessin ja clarament a favor de l'Arxiduc, incrementant-se així els membres del "partit austriacista", tot el contrari del que pretenia el virrei. No va poder detenir a una part dels conjurats perquè havien embarcat amb Darmstadt rumb a Lisboa —participant en la presa de Gibraltar— on es van reunir amb l'Arxiduc. Velasco també va ordenar requisar les estampes, efígies quadres i imatges de Jordi de Darmstadt. L'espiral repressiva va continuar a l'any següent, durant el qual van ser detinguts jutges de l'Audiència de Catalunya i membres del Consell de Cent, així com el bisbe de Barcelona Benet Sala Caramany. Finalment el virrei Velasco va ordenar la supressió de la Conferència dels Tres Comuns.

### El Pacte de Gènova de juny de 1705 i el projecte austriacista
En aquest context de persecució de l'austriacisme català va ser en el qual es va produir la signatura el 20 de juny de 1705 del pacte de Gènova entre el Regne d'Anglaterra i Catalunya amb l'objectiu d'enderrocar a Felip V i fer rei a l'Arxiduc Carles, a canvi de mantenir les lleis i les institucions catalanes.
Al març de 1705 la reina Anna d'Anglaterra havia nomenat com comissionat seu a Mitford Crowe, un comerciant d'aiguardent establert al Principat de Catalunya, «per contractar una aliança entre nosaltres i l'esmentat Principat o qualsevol altra província d'Espanya» i li va donar instruccions perquè negociés amb algun representant de les institucions catalanes «havent estat informada que la gent de Catalunya se sentia inclinada a alliberar-se del jou que França li ha imposat i sostreure's del poder del duc d'Anjou per tornar a l'obediència de la Casa d'Àustria».
Crowe, com no va poder entrevistar-se amb cap representant de les institucions catalanes a causa de la campanya repressiva del virrei filipista Velasco, va contactar amb el grup dels vigatans perquè signessin l'aliança anglocatalana en nom del Principat. Els vigatans es van reunir el 17 de maig de 1705 a Vic, on van acordar atorgar plens poders al jove noble Antoni de Peguera i d'Aimeric i a l'advocat Domènec Perera perquè signessin el tractat amb Anglaterra en nom dels catalans.
Segons l'acord rubricat a Gènova el 20 de juny de 1705 per Peguera i Parera, en nom del Principat de Catalunya, i per Crowe com comissionat de la reina, Anglaterra es comprometia a fer desembarcar a la costa espanyola 8.000 soldats d'infanteria i 2.000 de cavalleria de les forces de la Gran Aliança i a lliurar 12.000 fusells amb la seva corresponent munició per armar a les forces catalanes. A canvi Catalunya reconeixeria a Carles d'Àustria com a legítim rei d'Espanya i el nou rei hauria de jurar i mantenir les lleis catalanes.
En el text del tractat es pot apreciar l'ideari de l'austriacisme català -i en general de la resta d'estats de la Corona d'Aragó- que estava basat en la defensa del model pactista i "constitucionalista" de les relacions entre el sobirà i els seus súbdits, que anteposava la fidelitat a la "pàtria" -la defensa de les «llibertats, lleis i drets de la pàtria»- a la fidelitat al rei si aquest violava les lleis i institucions pròpies que la caracteritzaven i definien. Així en el tractat s'al·ludeix 17 vegades a les Constitucions catalanes i a la seva defensa, la qual cosa contrasta amb la política repressiva dels virreis nomenats per Felip V -que d'altra banda es queixaven de «el que estrenyen les seves Constitucions», referint-se al poder efectiu que tenien al Principat de Catalunya-.

### Barcelona proclama a Carles III l'Arxiduc (octubre de 1705)

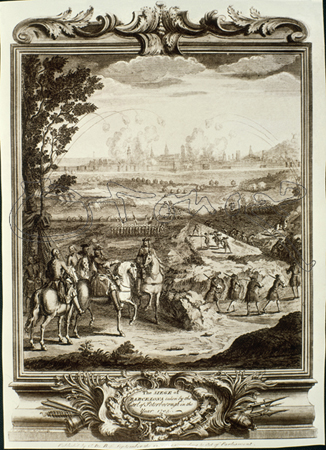
Setge de Barcelona de setembre de 1705 per les tropes aliades al comandament del comte de Peterborough.

Els vigatans van complir la seva part del pacte de Gènova i des de la Plana de Vic, que ja controlaven des de la primavera de 1705, van anar estenent la rebel·lió a favor de l'Arxiduc per les comarques veïnes de l'interior del Principat de Catalunya. El mateix va fer la família Nebot de Riudoms des del Camp de Tarragona, així com Antoni Desvalls, marquès de Poal, des de les comarques de Lleida, i Joan Esteve i el doctor Francesc Carreu, des de la Seu d'Urgell. Els revoltats anaven vestits amb distintius imperials i a principis d'octubre de 1705 s'havien ensenyorit pràcticament de tot el Principat, excepte de Barcelona, on seguia dominant la situació el virrei filipista Francisco Antonio Fernández de Velasco y Tovar.
Per la seva banda l'arxiduc Carles, en compliment de l'acordat a Gènova, va embarcar a Lisboa rumb a Catalunya. La flota aliada estava composta per 180 vaixells, 9.000 soldats anglesos, neerlandesos i austríacs i 800 cavalls sota les ordres del comte de Peterborough, el neerlandès Shrattenbach i Jordi de Darmstadt. El 17 d'agost l'esquadra s'aturava a Altea, on l'arxiduc va ser proclamat Rei, estenent-se la revolta austriacista valenciana dels maulets liderada pel general Joan Baptista Basset i Ramos.
La flota va arribar a Barcelona el 22 d'agost de 1705 quan estava en ple apogeu la revolta austriacista. Pocs dies després desembarcaven uns 17.000 soldats aliats i començava el setge de Barcelona, al que es van sumar els vigatans, que d'altra banda van prendre represàlies contra els filipistes que vivien fora de la ciutat i contra cases de jesuïtes, que recolzaven a Felip V. L'atac a Barcelona es va iniciar amb la batalla de Montjuïc, en la qual va perdre la vida el príncep de Darmstadt, i quan van capturar el castell de Montjuïc, els aliats van començar el 15 de setembre el bombardeig de la ciutat des d'allí.
Barcelona, envoltada per les tropes aliades, va capitular el 9 d'octubre, a causa també de la revolta popular iniciada al barri de la Ribera davant la por que el virrei Velasco s'emportés els presoners acusats de conspiració. Quan van entrar les tropes de Peterborough hi va haver visques a la pàtria i a la llibertat i a Carles III. Gràcies a la intervenció del Consell de Cent el virrei Velasco i alguns filipistes destacats van aconseguir salvar la vida. Quan l'Arxiduc Carles, Carles III, va entrar a Barcelona el 22 d'octubre se li va fer lliurament de les capitulacions de la rendició en les quals s'insistia que fossin respectades les Constitucions catalanes i les disposicions de les últimes Corts catalanes reunides per Felip V el 1701-1702, en clara referència a l'acordat en el Pacte de Gènova.
Carles III l'Arxiduc, el 7 de novembre de 1705, va jurar les Constitucions catalanes i a continuació va convocar les Corts Catalanes.

## La Catalunya austriacista

### Les Corts de 1705-1706 i el govern del Carles III

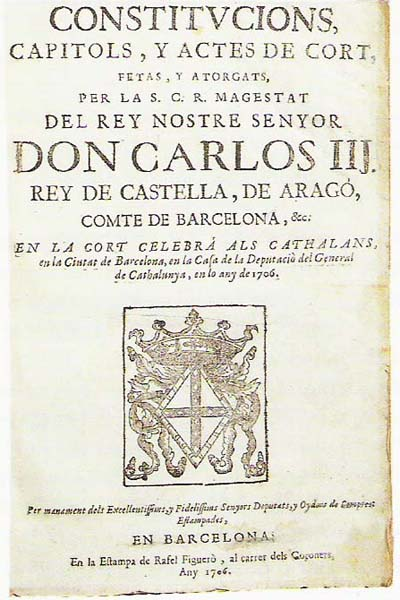
Actes de les Corts de 1705.

L'ambient en el qual es van desenvolupar les Corts de 1705-1706 va ser completament diferent al de les Corts anteriors presidides per Felip V. Carles III l'Arxiduc va rebre els Tres Comuns de Catalunya i va nomenar en els llocs clau de la nova Reial Audiència a austriacistes reconeguts, i com a secretari personal seu a Ramon de Vilana-Perles, i com a mediador amb els tres braços de les Corts a Narcís Feliu de la Penya, dos dels membres més prominents de l'austracisme català.
En el terreny econòmic es van aprovar importants mesures, algunes de les quals van desenvolupar l'acordat en les Corts de 1701, i que estaven a mig camí entre el «lliure comerç» i el proteccionisme de la producció agrària i manufacturera catalanes —singularment davant França, el rival comercial del Principat—, encara que molts dels assoliments aconseguits no van arribar a posar-se en pràctica a causa de la guerra i de la derrota final de l'austriacisme. No menys importants van ser els acords en el terreny polític, en la seva majoria dirigits a aconseguir un major control sobre les autoritats reials i senyorials. Quant als dos temes més controvertits en les Corts de 1701-1702, sobre els quals Felip V es va negar a fer cap mena de concessió, es va acordar que les tropes visquessin en casernes i no en cases particulars, i quant a les insaculacions la Corona deixaria d'elaborar les llistes encara que es reservava algunes prerrogatives. D'altra banda, es va reconèixer jurídicament a la Conferència dels Tres Comuns prohibida pel virrei filipista Velasco, que es va convertir en un òrgan assessor.
El camp més innovador dels acords de les Corts va ser el referit a la protecció dels drets individuals i a l'imperi de la llei, produint-se, segons l'historiador Joaquim Albareda, "un avanç notable en l'àmbit de les garanties de la llibertat civil": es va prohibir als oficials reials obrir recerques o processar als integrants de la Diputació del General, del braç militar de Catalunya i dels consells municipals; es va consagrar el principi del secret de la correspondència; es va prohibir que els oficials reials poguessin detenir als habitants del Principat sense causa legítima, i es va establir a més que després de quinze dies poguessin recuperar la llibertat si no eren jutjats, així com es va reconèixer el dret de l'inculpat a la defensa; finalment, es van delimitar les atribucions de la Reial Audiència per frenar els abusos de jutges, advocats, escrivans o notaris.
A canvi de les concessions fetes per Carles III l'Arxiduc, les Corts van aprovar un donatiu de dos milions de lliures -a pagar en deu anys-, una quantitat molt sota les expectatives del rei. A més tant la Diputació del General com el Consell de Cent havien de crear i sufragar cadascun un regiment de 500 homes.
Segons l'historiador Joaquim Albareda, les Corts de 1705-1706, com les anteriors de 1701-1702, van suposar "una autèntica posada al dia del constitucionalisme" després de la retallada experimentada després de la Guerra dels Segadors. "Les Constitucions Catalanes es revelaven, d'aquesta manera, com un mecanisme eficaç per regir la societat catalana, adaptant-se a les seves demandes, lluny d'haver-se convertit en un marc jurídic anquilosat i marcit pel pas del temps", afirma Albareda. No obstant això, les constitucions polítiques, com les econòmiques, no van ser respectades per Carles III l'Arxiduc. A causa de la falta endèmica de recursos per mantenir el seu exèrcit, no va aplicar l'aprovat sobre allotjaments de tropes i contribucions de guerra i va seguir controlant la insaculació de la Diputació del General i del Consell de Cent, al que es va sumar la persecució implacable que van sofrir els partidaris de la causa borbònica. "Aquests problemes, sumats als rigors de la guerra, a la penúria econòmica i als abusos comesos pels exèrcits dels dos bàndols, van sumir als catalans en el desencantament i la desesperació", afirma Joaquim Albareda.

### Ofensives i contraofensives borbòniques i austriacistes (1707-1711)

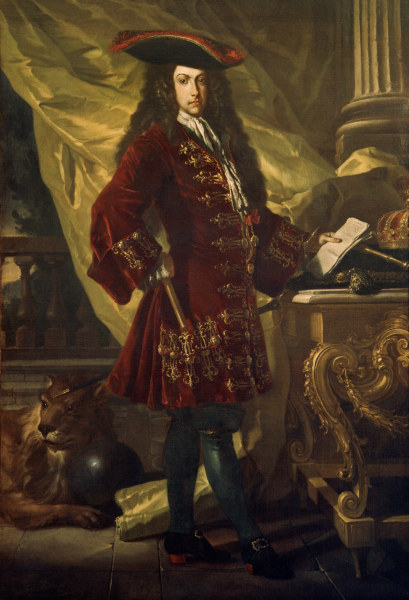
L'Arxiduc Carles cap a l'any 1707.

Després de la victòria borbònica en la batalla d'Almansa del 25 d'abril de 1707 les tropes aliades es van retirar cap a Catalunya, pel que Felip V va sotmetre sense amb prou feines resistència el Regne de València i el Regne d'Aragó —que van perdre els seus furs i institucions pròpies pel Decret de Nova Planta de finals de juny de 1707. Mentre les tropes borbòniques del duc de Berwick ocupaven València, les comandades pel duc d'Orleans s'apoderaven de Saragossa el 25 de maig, i des d'allí es van dirigir cap a Lleida, que va ser presa a principis de novembre, ciutat en la qual els borbònics, com ja havia succeït en altres localitats valencianes i aragoneses, van emprendre una terrible repressió contra els austriacistes, inclosos els simples sospitosos. "A partir d'aquell moment, es van agreujar els problemes de manutenció dels soldats aliats i es van multiplicar els conflictes arran dels abusos que aquests cometien sobre una població exhausta i desmoralitzada".
A principis de 1708 Carles III va rebre el reforç de 6.000 soldats imperials que van desembarcar a Barcelona, però no va poder impedir que els borbònics prenguessin Tortosa el 10 de juliol, gairebé al mateix temps que queien Dénia i Alacant, els últims reductes de la resistència austriacista en el Regne de València.

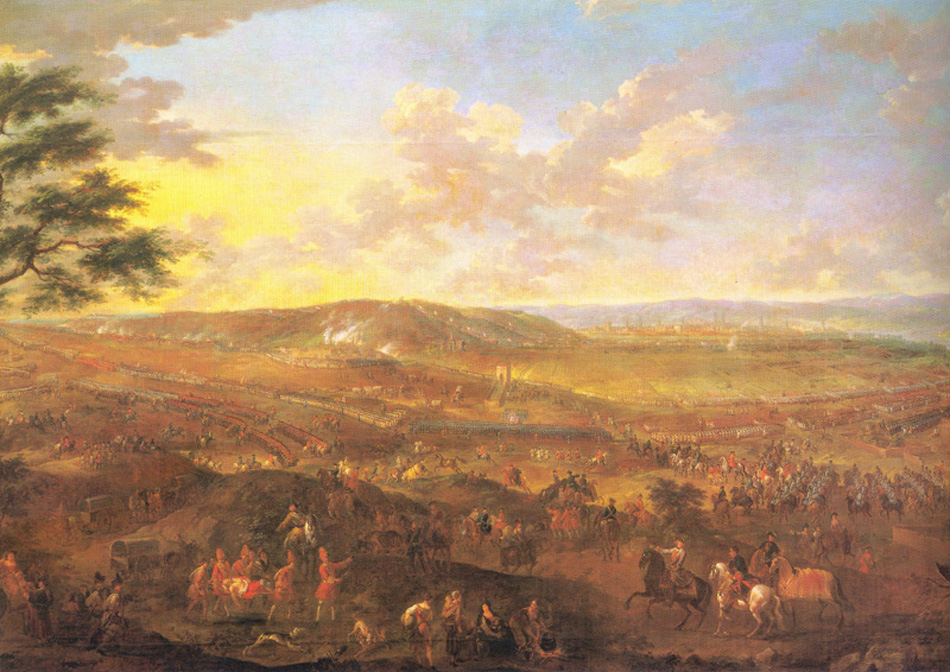
La batalla de Saragossa.

El 1709 l'ofensiva borbònica sobre Catalunya no va poder continuar perquè Lluís XIV, que havia començat a negociar amb els aliats el final de la guerra (Preliminars de la Haia), va ordenar la retirada de l'exèrcit francès que combatia a la península Ibèrica en suport del seu net Felip V. Aquesta situació va intentar ser aprofitada per Carles III l'Arxiduc per iniciar una ofensiva des de Catalunya a la primavera de 1710 amb la finalitat d'ocupar Madrid per segona vegada —la primera havia tingut lloc el 1706. El 27 de juliol l'exèrcit aliat al comandament de Guido von Starhemberg i James Stanhope derrotaven als borbònics en la batalla d'Almenar i gairebé un mes després, el 20 d'agost, a l'exèrcit del marquès de Bay en la batalla de Saragossa. Després d'aquesta victòria el Regne d'Aragó va tornar a les mans dels austriacistes i Carles III va complir la seva promesa de restablir els seus furs, Carles III va fer la seva segona entrada a Madrid el 28 de setembre, però un mes després l'abandonava a causa de la falta de suports i a l'hostilitat amb què es va trobar.
Durant la retirada de l'exèrcit aliat de Madrid va arribar la notícia que un exèrcit francès de 15.000 homes al comandament del duc de Noailles havia arribat a Perpinyà i es disposava a travessar la frontera. Carles III es va avançar per arribar al més aviat possible a Barcelona i es diu que quan va arribar a terres aragoneses va exclamar: «Ja estic en el meu regne». Mentrestant el 3 de desembre Felip V entrava de nou a Madrid i les seves tropes al comandament del duc de Vendôme emprenien la persecució dels exèrcits aliats de Stanhope i de Starhemberg que es retiraven cap a Aragó, "faltes de recursos i lliurades al pillatge". El primer va ser derrotat el 6 de desembre en la batalla de Brihuega i el segon l'endemà en la batalla de Villaviciosa. Amb aquestes dues victòries borbòniques la guerra a la península Ibèrica va donar un gir decisiu a favor de Felip V. Així va descriure Lluís XIV la nova situació creada per les victòries filipistes:
| « | La meva alegria ha estat immensa... [Les victòries de Felip V suposen] el gir decisiu de tota la guerra de Successió: el tron del meu net per fi assegurat, l'arxiduc desanimat... el partit moderat de Londres confirmat en el seu desig de pau. | » |

A principis de gener de 1711 Felip V tornava a ocupar el Regne d'Aragó, mentre Carles III no arribava a temps a Catalunya per impedir que les tropes franceses del duc de Noailles travessessin els Pirineus en direcció a Girona, ciutat que indefensa va haver de capitular el 23 de gener de 1711. A partir d'aquesta conquesta les tropes borbòniques van exercir sobre els territoris que ocupaven el que un historiador ha anomenat "autèntic terrorisme militar" (repressió, intimidacions, represàlies, exigències de contribucions de guerra, etc.), encara que les tropes de voluntaris catalans també van cometre tot tipus d'abusos, la qual cosa va donar lloc a les protestes de la Conferència dels Tres Comuns. Finalment el reconstruït exèrcit imperial de Starhemberg va poder contenir l'avanç borbònic en la batalla de Prats de Rei, estabilitzant-se així el front.

## La Guerra dels Catalans (1713-1714)

### La retirada britànica (1712)

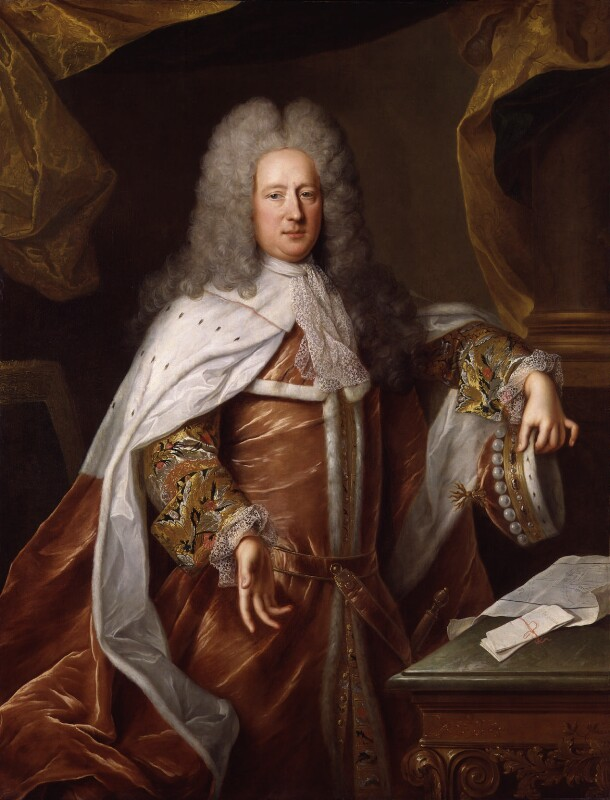
Henry St John, 1r vescomte de Bolingbroke. Atribuït a Alexis Simon Belle, 1712. National Portrait Gallery, Londres, NPG 593.

Les victòries borbòniques de Brihuega i de Villaviciosa de desembre de 1710 van donar arguments al nou govern britànic tory, que havia sortit de les eleccions celebrades a la tardor d'aquest any, per defensar la seva política de posar fi a la guerra al més ràpidament possible. Així aquest mateix mes el secretari d'estat Henry St John, 1r vescomte de Bolingbroke, va oferir un acord de pau a Lluís XIV sobre la base del reconeixement de Felip V com a rei d'Espanya, si aquest renunciava a la Corona de França, i a canvi de Gibraltar, de Menorca i d'importants concessions territorials i comercials a Amèrica, i del reconeixement pel rei de França de la línia successòria protestant de la Corona britànica en la persona de Jordi I de la Gran Bretanya.
L'argument definitiu per al gir respecte de la guerra el va trobar el govern britànic el 17 d'abril de 1711 quan la mort de l'emperador Josep I d'Àustria va fer que la Corona Imperial passés al pretendent Carles III l'Arxiduc. Segons el govern tory, la prioritat ara era evitar la constitució d'una monarquia universal dels Habsburg. Així es van accelerar les negociacions secretes entre britànics i francesos que en pocs mesos arribaven a bon port, quedant plasmat l'acord en tres documents que prefiguraren els tractats posteriors d'Utrecht de 1713.
El 27 de setembre de 1711 Carles abandonava Barcelona per ser coronat emperador amb el nom de Carles VI (la cerimònia va tenir lloc el 22 de desembre a Frankfurt del Main) deixant a la seva esposa Elisabet Cristina de Brunsvic-Wolfenbüttel com el seu lloctinent i capità general de Catalunya i governadora dels altres regnes d'Espanya, per demostrar el seu «paternal amor» cap als seus fidels vassalls de la monarquia hispànica.
El gener de 1712 es van iniciar a la ciutat holandesa d'Utrecht les negociacions que havien de posar punt final a la Guerra de Successió Espanyola. De seguida els plenipotenciaris de les monarquies i estats presents van ser conscients de la perfecta sintonia que existia entre les delegacions de Lluís XIV de França i de la reina Anna d'Anglaterra. Això es va fer patent molt abans que se signés el primer tractat, quan el 17 de juliol de 1712 la Gran Bretanya i França van proclamar la suspensió de les hostilitats de la guerra. En conseqüència les tropes britàniques desplegades de Catalunya van embarcar a la fi d'octubre, "en un ambient de declarada hostilitat per part dels catalans", segons Joaquim Albareda. Poc després també es van retirar les tropes holandeses i portugueses, per la qual cosa només van quedar a Catalunya les tropes imperials al comandament del comte Guido von Starhemberg.

### La retirada imperial (1713)

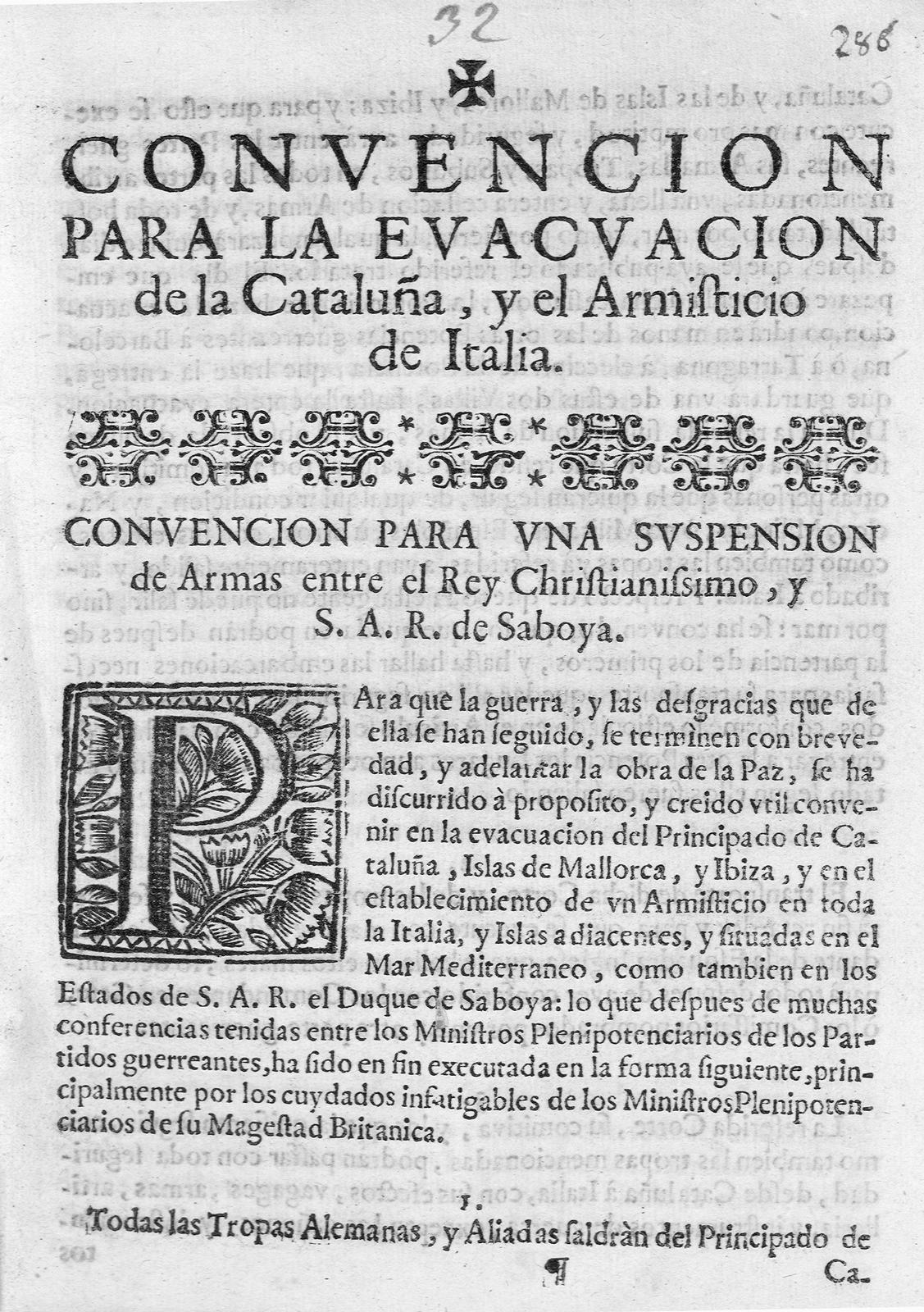
Publicació traduïda al castellà del Conveni d'evacuació de Catalunya, i l'armistici d'Itàlia.

Una vegada que Felip V va renunciar formalment, al novembre de 1712, als seus drets a la Corona de França, la qual cosa feia que es poguessin formalitzar ràpidament a Utrecht els acords de pau, la Gran Bretanya va pressionar a l'emperador Carles VI perquè retirés les seves tropes de Catalunya. Encara que el general Starnhemberg, seguint les instruccions de la cort de Viena, va intentar que Felip V es comprometés a promulgar una amnistia general pels austriacistes i a mantenir les institucions i lleis pròpies de Catalunya abans de procedir a l'evacuació —al que Felip ja s'havia negat quan l'ambaixador britànic a Madrid li va plantejar el cas dels catalans—, la realpolitik d'Utrecht es va imposar, i el 2 de març se signava en aquesta ciutat holandesa el Conveni per a l'evacuació de Catalunya pels plenipotenciaris de la Gran Bretanya i d'Àustria.

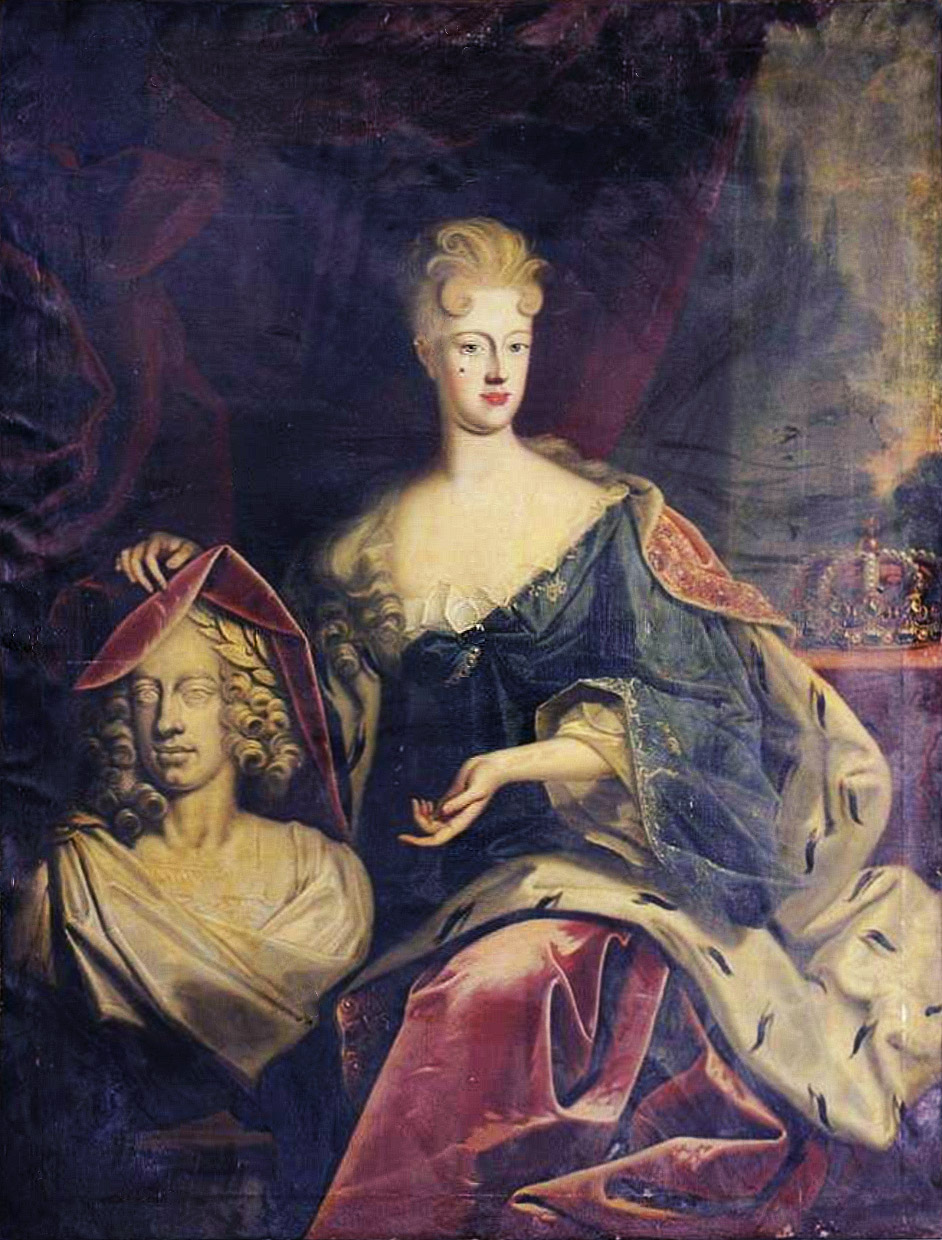
L'emperadriu Elisabet Cristina de Brunsvic-Wolfenbüttel el 1712, quan era regent i capitana general de Catalunya en nom del seu espòs Carles VI d'Àustria i III d'Espanya.

El 19 de març de 1713 abandonava Barcelona amb tota solemnitat l'emperadriu Elisabet Cristina de Brunsvic-Wolfenbüttel havent nomenat quatre dies abans capità general de Catalunya a Starhenberg. En una de les cartes que va enviar al marquès de Rialp, que s'havia quedat a Barcelona, l'emperadriu li confessava: «mai vaig poder jo estimar més a una altra nació, que jo estimo als catalans, i ho faré tota la meva vida». Quant a l'evacuació de les tropes imperials els detalls de l'embarcament en els bucs britànics van ser acordats per Starhenberg amb l'almirall Jennings el 17 de maig —un mes després que se signés el primer tractat d'Utrecht entre la Gran Bretanya i França, i altres estats aliats. El 10 de juny el mateix Carles VI justificava així l'evacuació:
| « | Si jo cregués que amb el sacrifici de les meves tropes pogués alleujar el vostre desconsol, no té el menor dubte que ho faria, però perdre-les, per perdre-us més, no crec que sigui mitjà que aconsella la vostra prudència. | » |

El 21 de juny se signava el conveni de l'Hospitalet en el qual es concretava l'evacuació de les tropes imperials i el lliurament de Barcelona o Tarragona als borbònics com a garantia, segons els termes establerts en el Conveni per a l'evacuació de Catalunya. Durant les converses Starnhemberg va intentar, de nou sense èxit, que el representant de Felip V, el marquès de Grimaldi, es comprometés en nom del seu rei a mantenir les Constitucions catalanes. Finalment el 9 de juliol de 1713 Starnhemberg embarcava juntament amb els 20.000 soldats que formaven les tropes imperials. Segons explica el cronista Francesc de Castellví després de la signatura del conveni de l'Hospitalet un clima derrotista es va apoderar de Barcelona i a les nits se sentien cants que deien en català: «Carles i Isabel, necessitats, per fi ens han deixat» o «Anglesos han faltat, portuguesos han signat, holandesos signaran i per fi ens penjaran».

### Catalunya segueix resistint (juliol de 1713 - setembre de 1714)

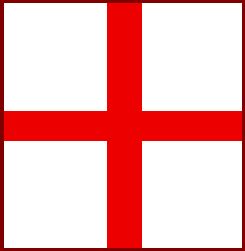
Creu de Sant Jordi, insígnia de l'Exèrcit de Catalunya.

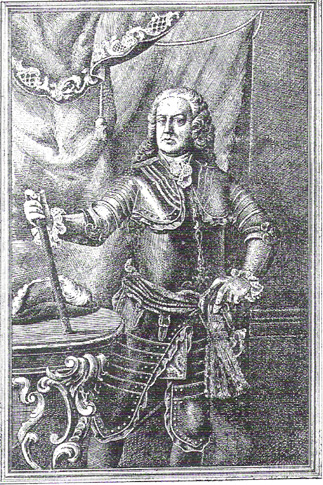
Antoni de Villarroel i Peláez, nomenat comandant general de l'Exèrcit de Catalunya.

El 30 de juny de 1713 es reunia la Junta de Braços —la institució que reunia als diputats dels tres estaments o braços de les Corts Catalanes que vivien a Barcelona o que es trobaven a la ciutat en el moment de la convocatòria— per decidir si es lliuraven a Felip V, tal com havien pactat una setmana abans els representants imperials i borbònics en el conveni de l'Hospitalet. En la reunió l'únic que va defensar des del principi la resistència va ser el braç reial —que representava a les ciutats—, però el braç militar —la noblesa— va acabar seguint el seu exemple. Així el 9 de juliol, el mateix dia en què les tropes imperials van abandonar Catalunya, la Diputació del General de Catalunya va proclamar la resistència.
| « | per la conservació de les llibertats, privilegis i prerrogatives dels catalans que els nostres antecessors a costa de la seva sang gloriosament van aconseguir i nosaltres hem de, així mateix, mantenir, les quals no han estat preses en consideració ni a Utrecht ni a L'Hospitalet. | » |

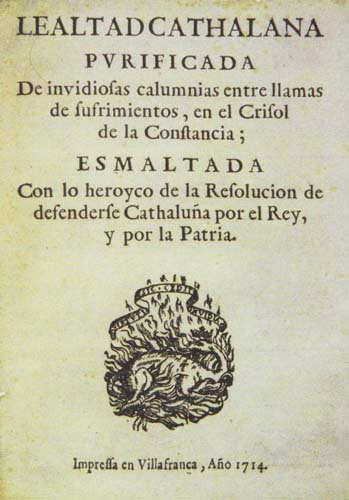
Lleialtat Catalana (1714)

Després de la decisió de la Junta de Braços de continuar combatent, alguns nobles, burgesos i canonges van abandonar Barcelona per dirigir-se la majoria a Mataró, ciutat controlada pels borbònics. Allí uns quaranta nobles van constituir el "Cos de Noblesa" que va prestar obediència a Felip V, considerant «abominable» la resistència, una decisió que era «reservada als monarques». El mateix van fer els canonges de la catedral de Barcelona. Al mateix temps destacades ciutats austriacistes, com Vic i Valls, es passaven al camp borbònic.
Amb la decisió de prosseguir la guerra, davant l'absència de la figura del rei, Catalunya es convertia en una república de facto. El novembre de 1713 es publicava a instàncies de la Junta de Braços un fullet titulat Despertador de Catalunya en el qual es justificava la decisió de seguir resistint i en el qual no es defensava la secessió de Catalunya sinó el manteniment del model "federal" de la monarquia composta pel que apel·lava a la preservació de les «Lleis federals i fonamentals de la monarquia» o «lleis federades dels regnes» i a la lluita per «la llibertat d'Espanya» i contra el «despòtic poder que la governava». A l'any següent en un altre imprès, titulat Lleialtat catalana, es retreia als castellans el seu suport a Felip V i s'afirmava que «després de la defensa de l'honra de Déu, no hi ha causa més justa que la de la Pàtria i les seves Llibertats». Després de proclamar de nou que la lluita de Catalunya era per la «llibertat d'Espanya», concloïa:
| « | Visca la pàtria immortal en les seves glòries, Catalunya en la seva llibertat, vosaltres amb honra, els vostres successors amb estima, la Corona d'Aragó amb els seus antics llustres i tot Espanya amb crèdit sota el legítim domini de l'emperador. | » |

En el moment en què les tropes imperials van abandonar Catalunya i la Junta de Braços va decidir continuar combatent la situació militar era desesperada, els únics nuclis estables de resistència eren la ciutat de Barcelona —que comptava amb uns 5.000 homes per a la seva defensa— i el castell de Cardona —a més del suport que es pogués rebre des de Mallorca encara en mans austriacistes. La resta del territori català estava ocupat per les tropes borbòniques —uns 25.000 soldats, incrementats el gener de 1714 fins a 55.000 al comandament del duc de Popoli, i que van desplegar una política de terror sistemàtic sobre les poblacions catalanes—, encara que el seu domini no era estable, ja que patien la fustigació de les partides austriacistes.
Després de la signatura del Tractat de Rastatt el 6 de març de 1714, pel qual Carles VI signava la pau amb el rei de França i s'incorporava formalment a la Pau d'Utrecht, la qual cosa suposava un dur cop per a les possibilitats de resistència de Catalunya, l'emperador va escriure una carta als diputats catalans el 28 de març en la qual els comunicava que el tractat l'havia signat «sobre la indisputable condició de conservar la meva justícia, drets, acció i títols, que com a legítim Rei d'Espanya em pertanyen» i a continuació els assegurava que els dispensaria «les assistències que es facin arbitrals en la possibilitat». La Conferència dels Tres Comuns va entendre el missatge com que a Rastatt Carles VI havia estat reconegut com a rei d'Espanya, encara que en realitat l'emperador només havia retingut el títol purament nominal. La veritat era que el duc de Berwick, que es va incorporar al setge de Barcelona el 7 de juliol de 1714, havia rebut unes instruccions taxatives per part de Felip V sobre el duríssim tracte que s'havia de dispensar a «aquest poble rebel que, a més de resistir-se a entrar sota la meva obediència, presenta les més vives sol·licitacions a totes les corts estrangeres per implicar-me nous problemes i, si poguessin, incitar a la guerra a tot Europa».
El setge borbònic de la ciutat de Barcelona es va iniciar a la fi del mes de juliol de 1713, el mateix mes en què la Diputació del General de Catalunya va proclamar seguir combatent. En el castell de Montjuïc es va hissar un estendard negre amb la inscripció «Mort o els nostres privilegis conservats», mentre que a l'altre nucli de resistència, el castell de Cardona, les banderes també negres portaven la frase «Viurem lliures o morirem». Mentrestant diversos regiments de l'Exèrcit de Catalunya intentaven recuperar les zones de l'interior i anaven proclamant al seu pas que Felip V volia convertir-los en esclaus. L'agost de 1713 es va produir un intent de trencar el cèrcol pel general Nebot que va embarcar a 1.500 soldats a Arenys de Mar i des d'allí va recórrer diverses comarques catalanes, però no va aconseguir el seu objectiu i a més va desencadenar una nova ona de terror borbònic contra les poblacions que van acollir als resistents. Així Vilassar, Terrassa, Teià i altres poblacions van ser incendiades. En el cas de Manresa el mateix marquès de Populi admetia que el càstig «havia estat major del que s'hi havia resolt, que era que cremessin només vint-i-una cases dels rebels absents i més culpats», ja que el foc va consumir «gairebé la meitat de la ciutat».
El gener de 1714 es va produir un alçament popular a diverses comarques al crit de Visca la pàtria! i Via fora lladres! ('Fora els lladres!'), un dels motius del qual eren les contribucions extraordinàries imposades pels borbònics, anomenades les "quinzenades", i que a l'exèrcit del duc de Popoli li va costar dominar. Com a represàlia els borbònics van desplegar una nova onada de "terror militar" amb execucions massives —com la de Sant Quintí de Mediona on van ser executades 800 persones— i incendis de poblacions. El mateix duc de Popoli presumia que Arbúcies «es va cremar tan completament que només l'església es va reservar de l'universal incendi, perquè servís de càstig de padró memorable a la posteritat i a l'escarment». Aquestes atrocitats van ser respostes per revenges brutals per part de les partides austriacistes —a Oristà 700 soldats borbònics van ser degollats i a Balsareny 500.
Conforme es va anar estrenyent el cèrcol borbònic sobre Barcelona la situació de penúria dins de la ciutat es va anar deteriorant i per mantenir l'ordre es va formar una «Companyia de la quietud». Així mateix va anar creixent el fanatisme religiós impulsat pel vicari Josep Rifós, per la qual cosa van proliferar les processons, els sermons en llocs públics i els grups de penitents que recorrien els carrers.
El 26 de febrer de 1714 la Diputació General de Catalunya va cedir el comandament al Consell de Cent, formalitzant-se així el fet que el pes de la guerra l'estava portant la ciutat de Barcelona i que la seva Coronela era la força fonamental en la seva defensa. Segons Joaquim Albareda, "la renúncia de la Diputació reflectia, al mateix temps, la composició social marcadament popular de la Barcelona resistent, ja que bona part de la noblesa i de la jerarquia eclesiàstica, així com alguns comerciants, havien abandonat la ciutat, facilitant que l'opció radical s'ensenyorís d'ella". Dos mesos després va començar el bombardeig de Barcelona per l'artilleria borbònica, que no pararia fins a la seva rendició.

### El «cas dels catalans»

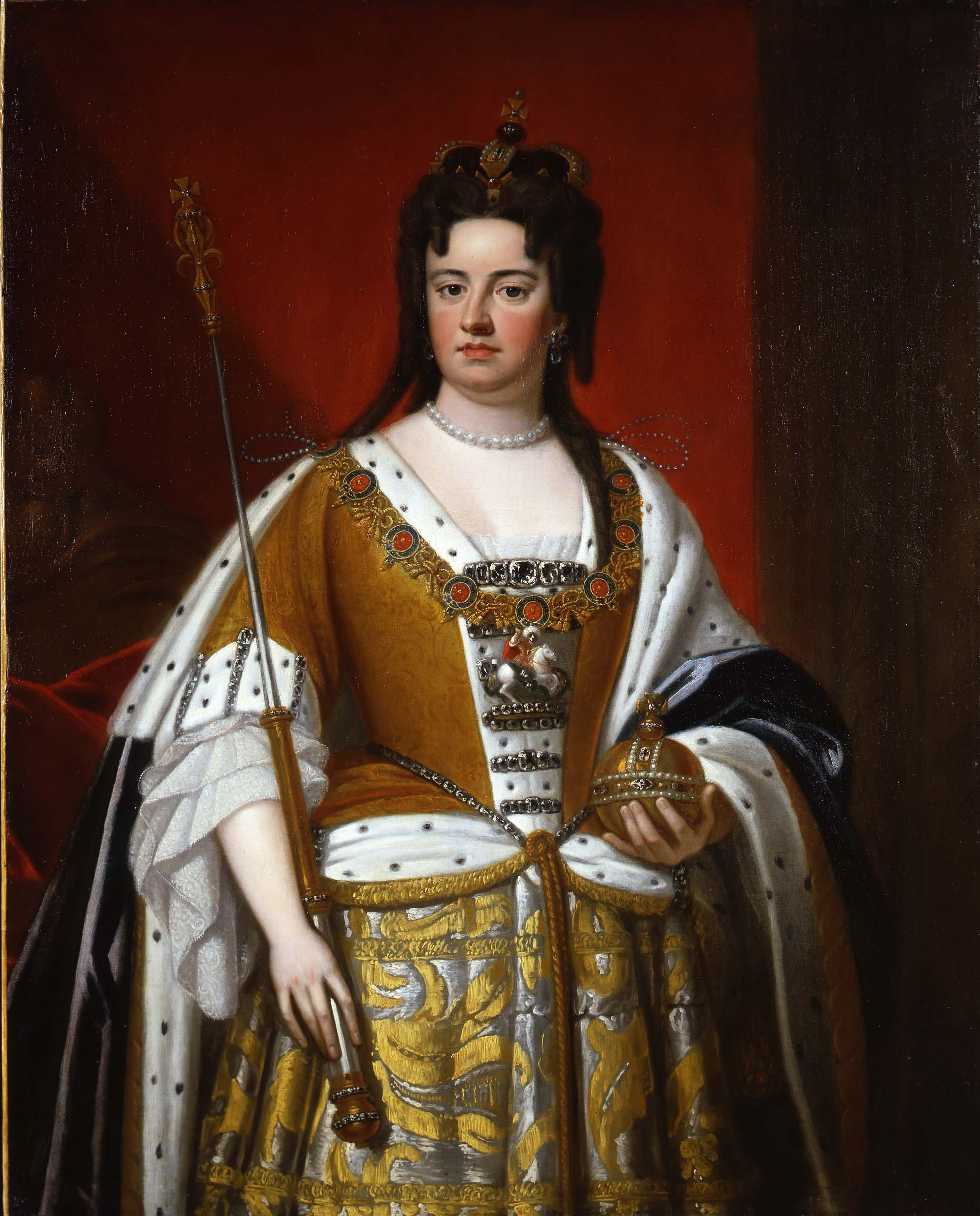
Retrat de la reina Anna d'Anglaterra, cap a l'any 1705.

Una vegada iniciades les negociacions a Utrecht la reina Anna d'Anglaterra —qui, segons Joaquim Albareda, "per motius d'honor i de consciència, se sentia obligada a reclamar tots els drets que gaudien els catalans quan els van incitar a posar-se sota el domini de la Casa d'Àustria"— va fer gestions a través del seu ambaixador a la cort de Madrid —quan encara no s'havia signat cap tractat— perquè Felip V concedís una amnistia general als austriacistes espanyols, i singularment als catalans, que a més havien de conservar les seves Constitucions. Tanmateix, la resposta de Felip va ser negativa i li va comunicar a l'ambaixador britànic «que la pau us és tan necessària com a nosaltres i no la voldreu trencar per una bagatela».
Finalment el secretari d'estat britànic, el vescomte de Bolingbroke, desitjós d'acabar amb la guerra, va claudicar davant l'obstinació de Felip V i va renunciar al fet que aquest es comprometés a mantenir les "llibertats" catalanes. Quan l'ambaixador dels Tres Comuns de Catalunya a Londres Pau Ignasi de Dalmases va tenir coneixement d'aquest canvi d'actitud del govern britànic va aconseguir que la reina Anna el rebés a títol individual el 28 de juny de 1713, però aquesta li va respondre que «havia fet el que havia pogut per Catalunya».
L'abandó dels catalans per Gran Bretanya va quedar plasmat dues setmanes després a l'article 13 del tractat de pau entre la Gran Bretanya i Espanya signat el 13 de juliol de 1713. En ell Felip V garantia vides i béns als catalans, però quant a les seves lleis i institucions pròpies només es comprometia al fet que tinguessin «tots aquells privilegis que posseeixen els habitants de les dues Castelles». El comte de la Corzana, un dels ambaixadors de Carles VI a Utrecht, va considerar l'acord tan «indecorós que el temps no esborrarà el sacrifici que el ministeri anglès fa d'Espanya i singularment de la Corona d'Aragó, i més en particular de Catalunya, a qui Anglaterra ha donat tantes seguretats de sostenir-los i emparar-los».
En les següents negociacions dutes a terme a Rastatt el «cas dels catalans» aviat es va convertir en la qüestió més difícil a resoldre, perquè Felip V estava desitjós d'aplicar a Catalunya i a Mallorca la "Nova Planta" que havia promulgat el 1707 per als "regnes rebels" de València i d'Aragó i que havia suposat la seva desaparició com a Estats. Així el 6 de març de 1714 se signava el tractat de Rastatt pel qual l'Imperi Austríac s'incorporava a la pau d'Utrecht, sense aconseguir el compromís de Felip V sobre el manteniment de les lleis i institucions pròpies del Principat de Catalunya i del regne de Mallorca que seguien sense ser sotmesos a la seva autoritat. La negativa a fer cap mena de concessió l'argumentava així Felip V en una carta remesa al seu avi Lluís XIV:
| « | No és per odi ni per sentiment de venjança pel que sempre m'he negat a aquesta restitució, sinó perquè significaria anul·lar la meva autoritat i exposar-me a revoltes contínues, fer reviure el que la seva rebel·lió ha extingit i que tantes vegades van experimentar els reis, els meus predecessors, que van quedar afeblits a causa de semblants rebel·lions que havien usurpat la seva autoritat. […] Si [Carles VI] s'ha compromès a favor dels catalans i dels mallorquins, ha fet malament i, en tot cas, ha de conformar-se de la mateixa manera que ho ha fet la reina d'Anglaterra, jutjant que els seus compromisos ja es veien satisfets amb la promesa que he fet de conservar-los els mateixos privilegis que als meus fidels castellans | » |

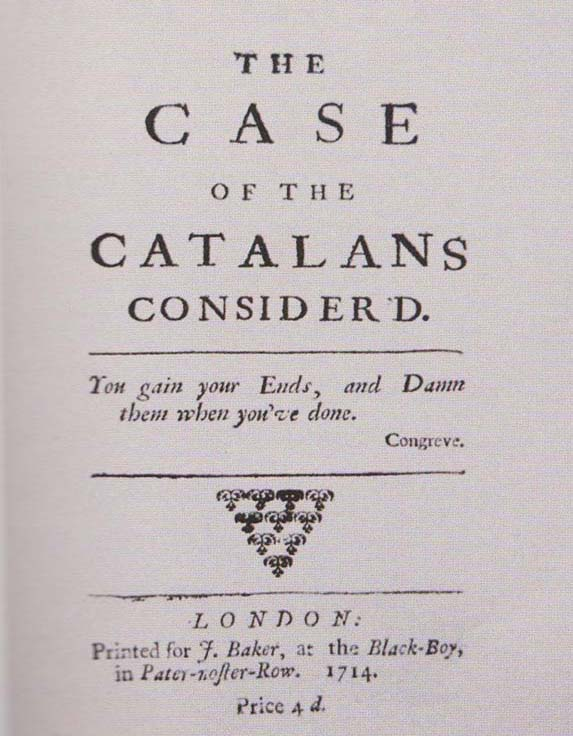
Els manifestos recordaven a Anglaterra el seu tractat d'aliança militar amb Catalunya i la traïció d'Utrecht.

El juliol del 1714 Bolingbroke també va rebutjar una última proposta del representant dels Tres Comuns de Catalunya a Londres Pau Ignasi de Dalmases perquè la reina Anna «prengui en dipòsit a Catalunya o almenys a Barcelona i Mallorca fins a la pau general sense deixar-les anar a ningú fins que mitjançant tractat s'adjudiquin i s'asseguri l'observança dels seus privilegis» —en referència a les negociacions que tenien lloc a Baden—, perquè això podria suposar la represa de la guerra. El corrent crític cap a la política britànica respecte dels aliats catalans i mallorquins es va plasmar a més dels debats parlamentaris en dues publicacions aparegudes entre març i setembre de 1714. A The Case of the Catalans Considered, després d'al·ludir repetidament a la responsabilitat contreta pels britànics en haver encoratjat als catalans a la rebel·lió i a la falta de suport que van tenir després quan van lluitar sols, es deia:
| « | Els seus avantpassats els van llegar els privilegis que gaudeixen des de fa segles. Ara han de renunciar a ells sense honor i han de deixar, després d'ells, una raça d'esclaus? No; prefereixen morir tots; o la mort o la llibertat, aquesta és la seva decidida elecció. [...] Totes aquestes qüestions toquen el cor de qualsevol ciutadà britànic generós quan considera el cas dels catalans... La paraula catalans no serà sinònim de la nostra deshonra? | » |

Per la seva banda, The Deplorable History of the Catalans, després de narrar el succeït durant la guerra, elogiava l'heroisme dels catalans: «ara el món ja compta amb un nou exemple de la influència que pot exercir la llibertat en ments generoses».

### La caiguda de Barcelona (11-12 de setembre de 1714)

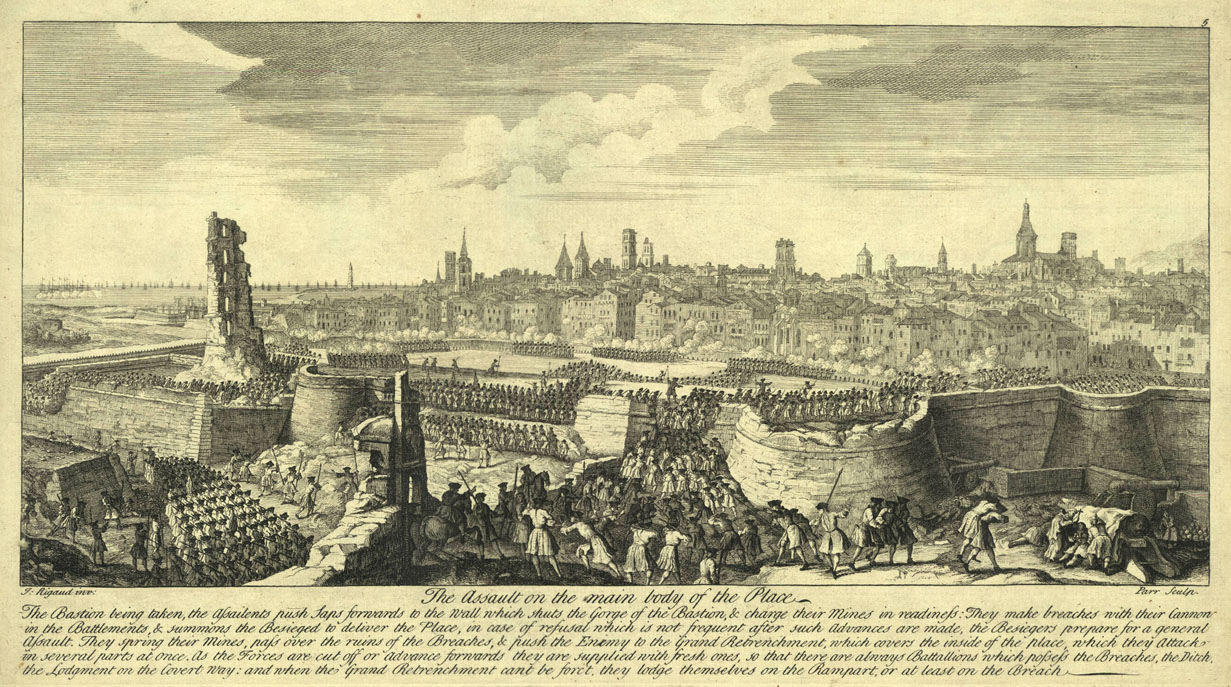
Assalt final de les tropes borbòniques sobre Barcelona l'11 de setembre de 1714.

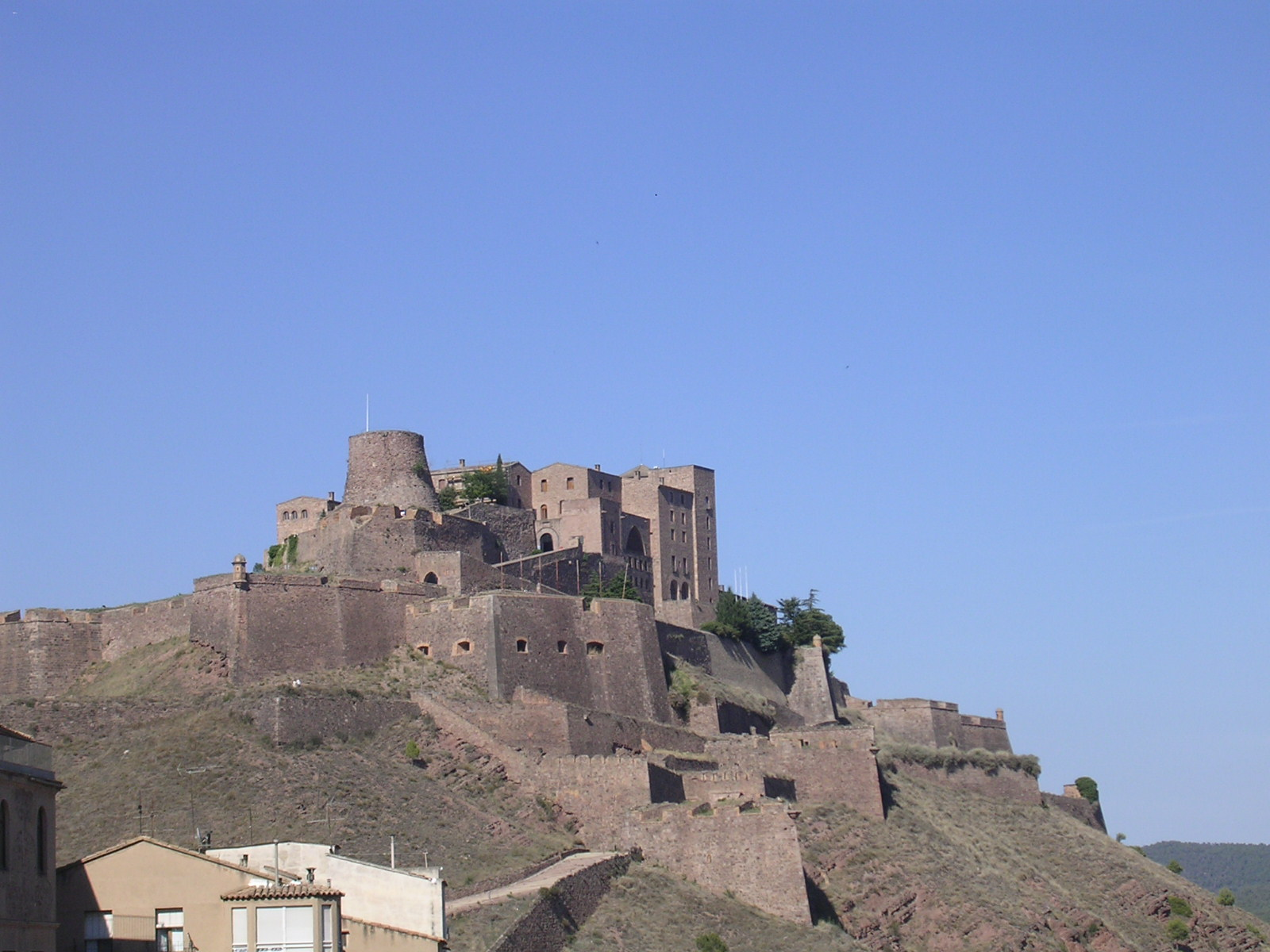
Castell de Cardona, l'últim reducte de la Catalunya resistent.

El juliol del 1714 es va incorporar al setge de Barcelona un exèrcit francès al comandament del Duc de Berwick, amb el qual la desproporció de forces entre els contendents es va accentuar encara més. S'estima que uns 47.000 soldats borbònics ocupaven Catalunya i uns 39.000 envoltaven Barcelona. Enfront d'ells uns 5.400 resistents defensaven la ciutat, al comandament del general Antoni de Villarroel i Peláez i del conseller en cap Rafael Casanova, i les partides austriacistes que assetjaven als borbònics a l'interior de Catalunya no superarien els 13.000 homes. El setge per mar imposat per Berwick va fer que la situació a Barcelona fos insostenible, ja que el proveïment que fins llavors havia rebut des de Mallorca, Gènova, Sardenya i el nord d'Àfrica es va interrompre amb el qual el blat i els productes bàsics van començar a escassejar, inclosa la munició. A això es va unir el bombardeig continu iniciat a l'abril que va tenir efectes devastadors: van caure al voltant de 40.000 projectils que van destruir la tercera part dels edificis.
L'única esperança que li quedava a Barcelona era que arribés l'ajuda exterior i aquesta possibilitat es va obrir quan va morir la reina Anna d'Anglaterra l'1 d'agost i el seu successor Jordi I de la Gran Bretanya semblava disposat a donar un viratge a la política britànica sobre el "cas dels catalans". Així, el 18 de setembre el nou rei va rebre a la Haia, on es trobava camí de Londres per ser coronat, a l'ambaixador català Felip Ferran de Sacirera, a qui li va prometre que faria el possible per Catalunya, però temia que fos massa tard. En efecte, quan va arribar a Londres a la fi de mes ja es coneixia la notícia que el 12 de setembre de 1714 Barcelona havia capitulat.
El 3 de setembre de 1714 Berwick va donar un ultimàtum a Barcelona perquè es rendís però els resistents van decidir prosseguir la lluita, per la qual cosa a la matinada del 10 a l'11 de setembre es va produir l'assalt final a la ciutat per una bretxa de la muralla —que havia estat oberta feia dos mesos i que els resistents havien aconseguit defensar fins llavors—, lluitant cos a cos als carrers i a les cases. Els dos màxims dirigents Rafael Casanova i Antoni de Villarroel van caure ferits i a les dues de la tarda del 12 de setembre Barcelona va capitular. Es calcula que durant els catorze mesos de setge els defensors de la ciutat van tenir unes 7.000 baixes entre morts i ferits, mentre els assaltants van perdre més de 10.000 homes. El 13 de setembre les tropes borbòniques van ocupar Barcelona i cinc dies després, el 18, capitulava l'últim reducte de la Catalunya resistent, el castell de Cardona, defensat pel governador Manuel Desvalls.